# 神山古庵寺群
神山古庵寺群，位于中国广东省汕头市澄海区澄华街道冠山居委，现为澄海区文物保护单位，类型为古建筑，公布时间为1992年12月3日。
神山古庵寺群的历史年代为明代。